# Angos
 Angos  es una comuna y población de Francia, en la región de Mediodía-Pirineos, departamento de Altos Pirineos, en el distrito de Tarbes y cantón de Séméac. No está integrada en ninguna Communauté de communes.

## Demografía
| 117 | 117 | 115 | 173 | 201 | 203 | 228 |
| Para los censos de 1962 a 1999 la población legal corresponde a la población sin duplicidades (Fuente: INSEE [Consultar]) |     |     |     |     |     |     |